# Duke Pearson
Columbus Calvin "Duke" Pearson Jr. (17 de agosto de 1932 – 4 de agosto de 1980) fue un pianista de jazz, compositor, arreglista y director de orquesta norteamericano. Richard S. Ginell de Allmusic destaca que "como productor desempeñó un importante papel en la década de 1960 para darle forma a la orientación del hard bop en el sello Blue Note.

## Biografía
Columbus Calvin Pearson, Jr, más conocido como Duke Pearson había comenzado estudiando diversos instrumentos de viento y piano, y fue su habilidad con este último instrumento la que le valió, por parte de su tío -un admirador de Duke Ellington- su sobrenombre. Problemas dentales le hicieron concentrarse en el estudio del piano, y trabajó en Atlanta y en otras ciudades de Georgia y Florida antes de trasladarse a Nueva York en 1959. Allí conoce al trompetista Donald Byrd e ingresa en su banda, además de participar en el sexteto de Art Farmer/Benny Golson y acompañar a Nancy Wilson. En 1963 arregla diversos temas en formación de septeto y coro de ocho voces para el álbum de Donald Byrd "A New Perspective", trabajo que incluía su "Cristo Redentor", un hit instantáneo. De 1963 a 1970 registra varias sesiones para Blue Note, y publica también bajo su nombre. De 1967 a  1970, y después también en 1972 lidera una big band que incluye músicos del calibre de Pepper Adams, Chick Corea, Lew Tabackin, Randy Brecker o Garnett Brown. A lo largo de la década de los 70 continúa su trabajo como acompañante de distintos solistas, entre las cuales destaca Carmen McRae, pero cae gravemente enfermo y finalmente fallece por complicaciones derivadas de la esclerosis múltiple en 1980.

## Valoración y estilo
Pianista cauto pero dotado, Duke Pearson será recordado sobre todo por haber sido el autor de varias piezas memorables, como el "Cristo Redentor" que compuso para Donald Byrd, su "Sweet Honey Bee", editado en conjunción con Lee Morgan y "Jeannine", un tema que ha alcanzado la categoría de estándar de jazz. A finales de los 60, y como la mayoría de los artistas de la Blue Note Records, Pearson viró desde el jazz más convencional hacia un soul jazz más comercial, aunque Pearson no perdió su toque delicado y su buen gusto al piano.  Maestro consumado en el campo del jazz, la música de Pearson refleja elementos procedentes de ámbitos tan diversos como el pop, el hard bop, el soul-jazz, la bossa nova, el latin jazz, el funk o la música de las grandes big bands.

## Discografía

### Como líder
- 1959: Profile (Blue Note)
- 1959: Tender Feelin's (Blue Note)
- 1961: Angel Eyes (Polydor Records, editado como Bags Groove en el sello Black Lion Records con tres tomas alternativas)
- 1961: Dedication! (Prestige Records|Prestige)
- 1962: Hush!  (Jazztime)
- 1964: Wahoo! (Blue Note)
- 1965: Honeybuns (Atlantic)
- 1966: Prairie Dog (Atlantic)
- 1966: Sweet Honey Bee (Blue Note)
- 1967: The Right Touch (Blue Note)
- 1967: Introducing Duke Pearson's Big Band (Blue Note)
- 1968: The Phantom (Blue Note)
- 1968: Now Hear This (Blue Note)
- 1969: How Insensitive (Blue Note)
- 1969: Merry Ole Soul (Blue Note)
- 1968-70: I Don't Care Who Knows It (Blue Note) - editado en 1996
- 1970: It Could Only Happen with You (Blue Note) - editado en 1974

### Como músico de sesión
Con Donald Byrd
- Fuego (1959)
- Byrd in Flight (1960)
- At the Half Note Cafe (1960)
- The Cat Walk (1960)
- Fancy Free (1970)
- Kofi (1969–70)
- Electric Byrd (1970)

Con Johnny Coles
- Little Johnny C (1963)

Con Grant Green
- Idle Moments (1963)

Con Bobby Hutcherson
- The Kicker (1963)

Con Thad Jones / Pepper Adams
- Mean What You Say (1966)

Con Carmen McRae
- Carmen (1972)

### Como arreglista
- Donald Byrd - A New Perspective (1963), I'm Tryin' to Get Home (1964)
- Grant Green - Am I Blue (1963)
- Antonio Díaz Mena - Eso Es Latin Jazz...Man! (1963)
- Hank Mobley - A Slice of the Top (1966)
- Stanley Turrentine - Rough 'n' Tumble (1966), The Spoiler (1966), A Bluish Bag (1967), The Return of the Prodigal Son (1967), The Look of Love (1968)
- Blue Mitchell - Boss Horn (1966), Heads Up! (1967)
- Lee Morgan - Standards (1967)
- Lou Donaldson - Lush Life (1967)